# Новогорелово
Новогоре́лово — посёлок в Виллозском городском поселении Ломоносовского района Ленинградской области. Население на 2021 год — 3658 человек.

## История

Земли современного посёлка Новогорелово на топографической карте РККА 1941 года

Населённый пункт деревня Новогорелово был образован в 2009 году. Ранее на этом месте находились сельхозугодья.
Областным законом № 134-оз от 25 декабря 2018 года деревня Новогорелово была преобразована в посёлок Новогорелово.

## География
Новогорелово расположено в восточной части района, к северу от административного центра поселения городского посёлка Виллози.
Посёлок находится на Волхонском шоссе близ его пересечения с КАД и Таллинским шоссе.
По западной границе посёлка протекает река Дудергофка. По южной границе проходит Лиговский канал.

## Образование
- Новогореловская общеобразовательная школа
- Инженерно-технологическая школа[6]

## Улицы
бульвар Десантника Вадима Чугунова, Красносельское шоссе, Промышленная, Современников